# TWIN SOUL
『TWIN SOUL』（ツイン ソウル）は、杏里の19枚目のオリジナル・アルバム。1997年10月8日発売。発売元はフォーライフ・レコード。

## 概要
18thアルバム『Angel Whisper』以来およそ1年3ヶ月ぶりのオリジナル・アルバム。
前作では吉元由美の歌詞提供がなかったが、ファンから要望が多く寄せられたため本作では吉元の歌詞提供が復活している。
14年ぶりにセルフカバーした『CAT'S EYE -2000-』収録。

## 収録曲
1. 踊らせて
  - 作詞：森雪之丞 作曲：ANRI 編曲：小倉泰治
2. Future For You
  - 作詞：吉元由美 作曲：ANRI 編曲：小倉泰治
3. Midnight Profiling
  - 作詞：吉元由美 作曲：ANRI 編曲：小倉泰治・STEVE HARVEY
4. Forever Twin Soul
  - 作詞：吉元由美 作曲：ANRI 編曲：JIMMY BRALOWER
5. 生まれ変わるために
  - 作詞：吉元由美 作曲：小倉泰治 編曲：小倉泰治・STEVE HARVEY
6. EX-LOVER
  - 作詞：森雪之丞 作曲：ANRI 編曲：PHILIPPE SAISSE
7. Our Little One
  - 作詞：CHRISSY LOMAX 作曲：ANRI 編曲：LEE RITENOUR
8. 晴れた日のワイパー
  - 作詞：森雪之丞 作曲：ANRI 編曲：PHILIPPE SAISSE
9. Mr.SANTA CLAUS～Present～
  - 作詞：ANRI・西尾佐栄子 作曲：ANRI 編曲：小倉泰治

「Future For You」のカップリング曲。
10. Close To You
  - 作詞：HAL DAVID 作曲：BURT BACHARACH 編曲：小倉泰治

GM「サターン」CMソング。
11. KISS
  - 作詞：吉元由美 作曲：ANRI 編曲：CHUCK BOOM
12. CAT'S EYE -2000- (Album Version)
  - 作詞：三浦徳子 作曲：小田裕一郎 編曲：ANGELA JOHNSON・Far Cooly's Hot Box